# فرانچسکو کلاوت
 فرانچسکو کلاوت (انگلیسی: Francisco Clavet؛ زاده ۲۴ اکتبر ۱۹۶۸) یک تنیس‌باز اهل اسپانیا است. 